# Иван Балтов
Иван Ангелов Балтов е български революционер.
Той е син на видния стрелчански търговец Ангел Балтов. Учил си в родното село при даскал Поликарп Чуклев, и от малък започнал да помага на баща си в търговията. Още преди да бъде основат комитет в Стрелча, Иван Балтов бил посветен в революционното дело и имал връзки с пловдивските бунтовници. По разкази на стари стрелчавци Иван довел Левски в селото със собствената си покрита талига и го стоварил пред дядо Стойновия хан като случаен пътник. Избран е представител на селото си на Оборищенството събрание от членовете на възобновения от Бенковски комитет. Когато избухнало въстанието Ангел Балтов бил назначен за стотник на стрелчанските въстаници, чийто войвода бил Панайот Волов. На неговата част („сотня“) била дадена заповед от Бенковски да се обсади турската махала в Стрелча, и българите успели да принудят башибозуците да се барикадират в селската джамия. По-късно Иван Батов и дружината му участвали във всички сражения с башибозука край Стрелча, Клисура и Карлово. След предаването на Копривщица турците арестуват цялото семейство на Ангел Балтов. Единствено брат му Тодор успял да избяга в Средна гора. Те били откарани в Пазарджик, а оттам в Пловдив. Преди да влязат в града Иван Балтов успял да се изплъзне от конвоя, но бил заловен от заптиетата и откаран в Одринския затвор. След амнистията от 31 юли 1876 г. семейство не се завърнало в Стрелча. Иван се заселил в Пловдив и отворил хан в Каршияка.